# Акуев, Николай Ильич
Николай Ильич Акуев (2 ноября 1941, Большое Курейное, Челябинская область — 16 августа 2021) — советский и казахстанский юрист, общественно-политический деятель. Депутат Верховного Совета Казахстана XII—XIII созывов, кандидат юридических наук (1974).

## Биография
Николай Ильич Акуев родился 2 ноября 1941 года в селе Большом Курейном Большекуреинского сельсовета Лопатинского района Челябинской области, ныне село входит в Макушинский муниципальный округ Курганской области.
Окончил Больше-Курейнскую среднюю школу. 
В 1963 году окончил юридический факультет Московского государственного университета имени М. В. Ломоносова. 
В 1963—1967 годах работал преподавателем Алма-Атинской специальной средней школы милиции МВД СССР.
В 1967—1990 годах работал научным сотрудником, заведующим сектором, учёным секретарем Института философии и права Академии наук Казахской ССР.
В 1974 году защитил диссертацию «Правовые акты областных советов депутатов трудящихся и их исполнительных комитетов», кандидат юридических наук.
В апреле 1990 года был избран депутатом Верховного Совета Казахской ССР ХII созыва, в 1994 году — депутатом Верховного Совета Республики Казахстан XIII созыва.
С 2 февраля 1996 года по 20 февраля 2002 года — член Конституционного совета Республики Казахстан. Долгое время занимал должность профессора Академии государственного управления при Президенте Республики Казахстан.
Николай Ильич Акуев умер 14 августа или 16 августа 2021 года <уточнить: в Москве?>. Похоронен <на каком кладбище?> в городе Москве.

## Научные труды
Соавтор четырех коллективных монографий, автор более 30 научных статей по вопросам государства и права.

## Награды
- Почётное звание «Заслуженный деятель Казахстана»[4]

## Семья
Отец Елеусыз (Илья), мать Акып (Арина), старший брат Сатыбалды, младший брат Мырзабай (в период с 1979 по 1986 гг. занимал должность заместителя и командира специального дивизиона по охране и сопровождению члена Политбюро ЦК КПСС Д.А. Кунаева, ГАИ УВД Алма-Атинского горисполкома), сёстры Тойжан, Домалай. 
Жена Галина Рамазановна, сын Мурат, дочь Мадина. 